# Дорофєєва Надія Володимирівна
Наді́я Володи́мирівна Дорофє́єва (21 квітня 1990 , Сімферополь, Кримська область, Українська РСР, СРСР ), сценічний псевдонім Dorofeeva — українська співачка, авторка пісень, блогерка, акторка, дизайнерка.
Лауреат музичних премій Золота жар-птиця, YUNA, M1 Music Awards в складі гурту «Врємя і Стєкло» (2010—2020). У 2019 році вперше як сольна виконавиця нагороджена премією YUNA у номінації «Найкращий відеокліп» за дует з Дмитром Монатиком «Глубоко». У 2020 році розпочала сольну кар'єру під псевдонімом DOROFEEVA.
За підсумками 2021 року на 85 місці серед найвпливовіших жінок України за версією журналу «Фокус».

## Біографія

### Ранні роки
Народилася 21 квітня 1990 року в Сімферополі, батько Володимир був військовим. Мати Ольга стала стоматологом. Після розлучення, коли Надії виповнилося три роки, мати одружилася вдруге. Надія має старшого зведеного брата. Після розлучення батьків продовжувала спілкуватися та підтримувала зв'язок з батьком.

Дорофєєва навчалася в ліцеї № 3 в Сімферополі.

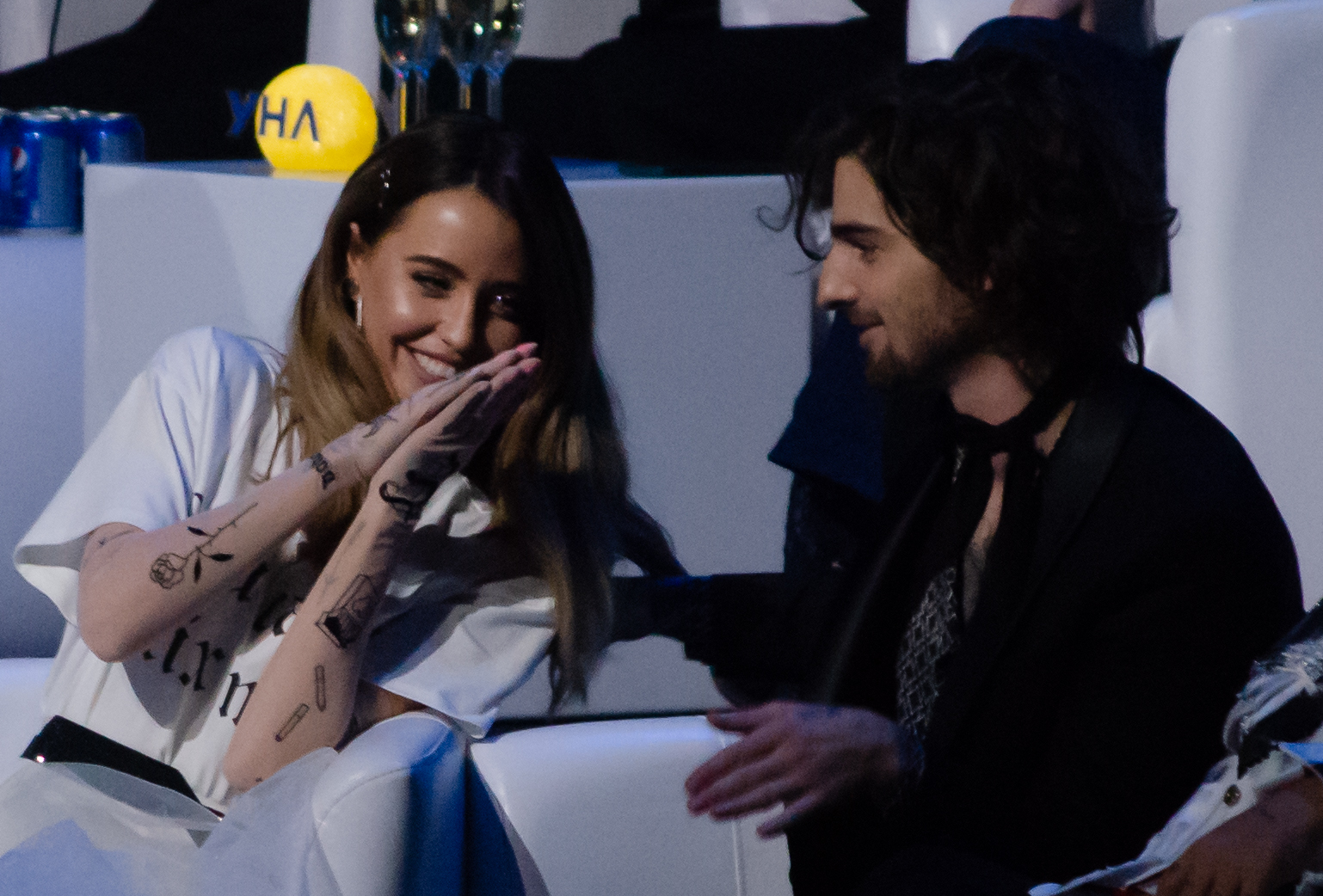
Дорофєєва з колишнім чоловіком Володимиром Дантесом на церемонії нагородження M1 Music Awards 2019

У 10 років почала займатися естрадним вокалом. У дитинстві брала участь у дитячих вокальних та танцювальних конкурсах: «Південний експрес» (2002), «Зоряний дощ» (2004), «Чорноморські ігри» (2004) та інші. У 12 років почала виступати в Сімферопольському нічному клубі «Альбіон», де співала українські пісні в сучасній обробці.

### 2005—2009: Гурт «М.Ч.С.» та сольна кар'єра
Брала участь у телешоу «Караоке на майдані» та «Шанс». В останньому посіла 2 місце.
У 2005 році брала участь у конкурсі «Золотий голос Росії», де її помітив російський продюсер Дмитро Аширов, який запропонував стати солісткою дівочого гурту «М. Ч. С.»[джерело?]. У 2007 році, незабаром після виходу студійної платівки гурту, Дорофєєва покинула гурт та повернулася до Києва, де її запросили в проєкт «Американський шанс» продюсера Ігоря Кондратюка. Після закінчення проєкту вона знову поїхала в Москву, де викладала вокал для дорослих. Паралельно навчалася на заочному відділенні вокального факультету Московського державного університету культури і мистецтв.
У 2008 році в Києві почала сольну кар'єру та випустила дебютний сольний альбом «Маркиза».

### 2010—2020: «Время и Стекло»
З 2010 року Надія Дорофєєва мешкала в Києві й була учасницею дуету «Врємя і Стєкло» (2010—2020). 17 листопада 2010 року відбулася прем'єра першого синглу та кліпу гурту — «Так выпала Карта». Найвідомішими піснями гурту стали: «Имя 505» (понад 260 млн переглядів на YouTube), «Тролль», «На стиле», «Навернопотомучто». Єдиний україномовний сингл гурту — «Дим» — увійшов до трійки найпопулярніших україномовних музичних відео на YouTube.
У 2011 році Дорофєєва стала однією з наймолодших учасниць проєкту «Зірка+Зірка-2» на каналі 1+1. Виступала в парі з акторкою Олесею Железняк, відомою роллю подруги в серіалі «Моя прекрасна нянька». Коли дует розпався, змагалася разом з актором Віктором Логіновим, відомим за роллю Гени Букіна.
29 березня 2012 року «Время и стекло» представили відеороботу на трек «Гармошка», який знімали в Лос-Анджелесі. Згодом з'явилася англомовна версія пісні під назвою «Harmonica».

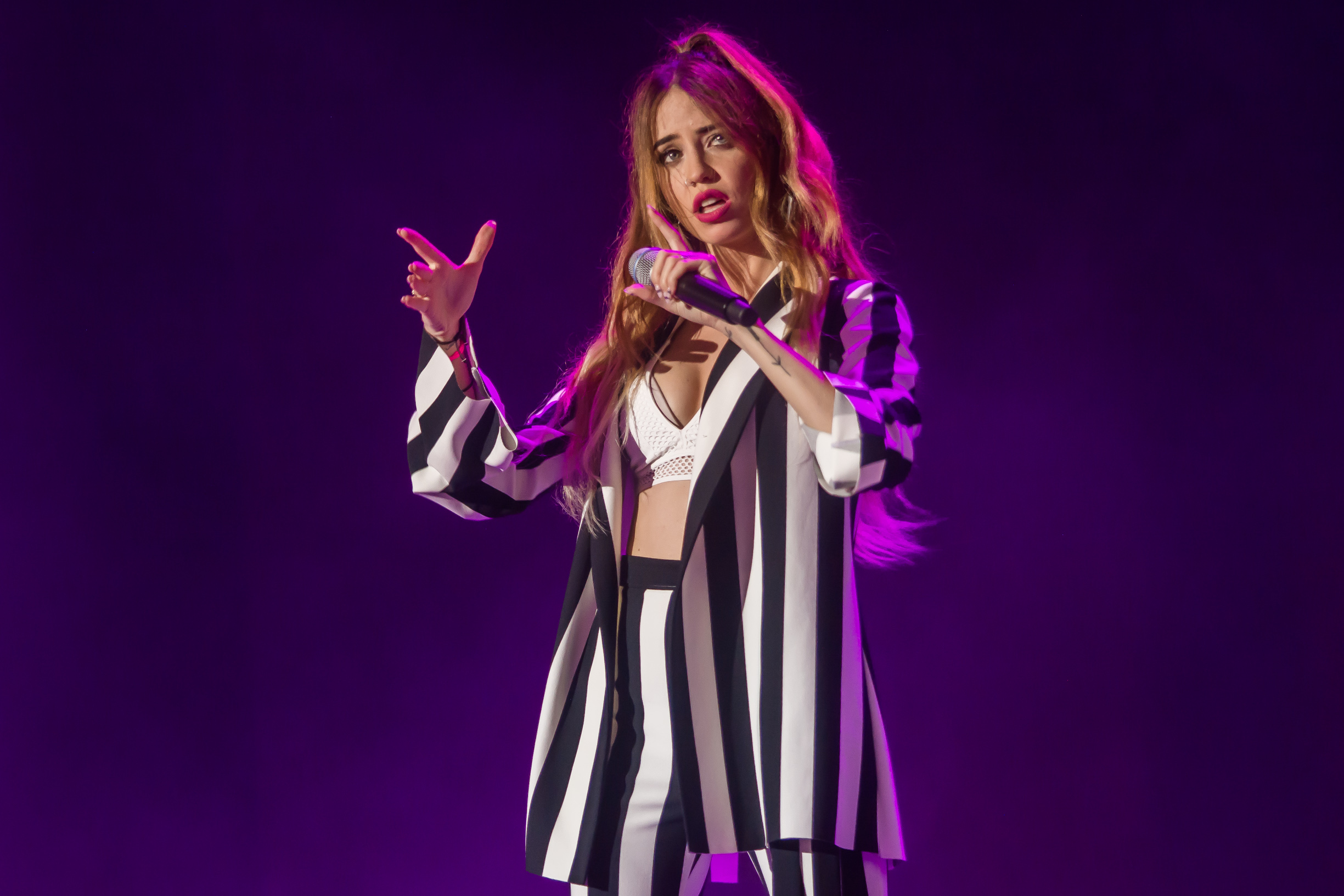
Дорофєєва в Вітебську, 2016

У 2012 році брала участь у шоу перевтілень «ШОУМАSТГОУОН» на Новому каналі.
Наприкінці травня 2013 року Дорофєєва та Позитив представили кліп на пісню «#кАроче». Станом на 2020 рік ролик перетнув позначку в 100 млн переглядів на YouTube. Того ж року Надія та Позитив у межах «MOZGI ТУР» разом з іншими продюсерськими проєктами Mozgi Entertainment: дуетом «Потап та Настя» і артистом Аркадієм Лайкіним, об'їхали з концертною програмою 24 найбільших міста України.
У 2013—2014 роках учасники гурту були ведучими музичного хіт-параду «UA TOP 10», який транслював телеканал М1.
Навесні 2015 року презентований кліп «Время и Стекло» на пісню «Имя 505». Режисером відеороботи став український кліпмейкер Леонід Колосовський. За три місяці кліп переглянули близько 30 мільйонів разів. У червні 2015 року сингл увійшов в топ чарту iTunes.
2015 року кліп на пісню «Имя 505» став найпопулярнішим на YouTube в Україні.
У 2015 році Дорофєєва була тренеркою в шоу «Маленькі гіганти» на 1+1.
У жовтні 2016 року дебютувала в кіно: виконала камео в серіалі «Кандидат». За сюжетом Дорофєєвій належало взяти участь у концерті на підтримку кандидата в мери. Цього ж року Дорофєєва стала обличчям «Maybelline» і знялася у фотосесії у Нью-Йорку. У листопаді співачка озвучила головну героїню мультфільму «Бременські розбишаки».
У лютому 2016 року Дорофєєва запустила лінію одягу «It's My DoDo». Влітку 2017 року разом з Валерією Бородіною відкрила магазин одягу «So DoDo» в Києві, де був представлений одяг корейських брендів та власна лінія Дорофєєвої

У липні 2016 року вокалісти гурту «Время и стекло» представили кліп на трек «Навернопотомучто». Головна особливість відеороботи — часта зміна кадрів, локацій та образів. Станом на 2020 рік його переглянули понад 150 млн разів.

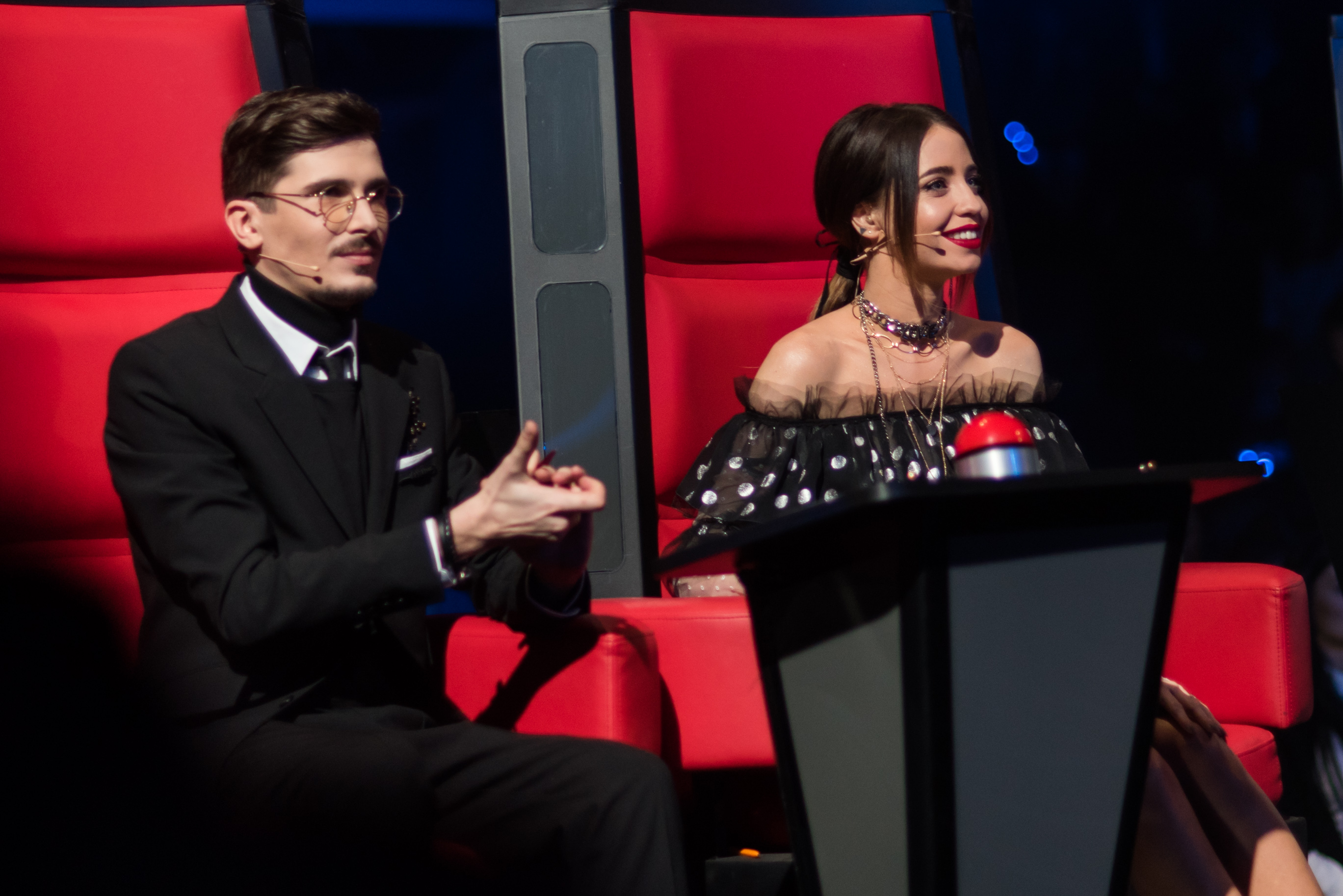
Дорофєєва та Позитив як тренери під час фіналу «Голос. Діти-4»

Того ж року Дорофєєва та Позитив стали тренерами вокального талант-шоу «Голос. Діти». Також брала участь у четвертому сезоні шоу «Танці з зірками: повернення легенди». У парі з танцівником Євгеном Котом стала суперфіналісткою шоу та посіла друге місце. Вже наступного року повернулася на шоу, де в півфіналі п'ятого сезону станцювала з парою Іраклі Макацарія та Яни Заєць.
У 2017 році був представлений трек «На стиле» та кліп до нього. Того ж року гурт презентував офіційний кліп на пісню «Тролль», що став першою спільною роботою з українською кліпмейкеркою Танею Муіньо.

У 2018 році Дорофєєва стал тренеркою у четвертому сезоні проєкту «Ліга сміху» на телеканалі «1+1». Підопічними співачки стали 2 команди: «Ніколь Кідман» (Суми) та «Відпочиваємо разом» (рос."Отдыхаем вместе") (Хмельницький). Того ж року Дорофєєва озвучила головну героїню українського мультфільму анімаційної студії «Animagrad» «Викрадена принцеса: Руслан і Людмила»  — принцесу Мілу. 14 лютого 2018 року, у складі «Время и Стекло», презентувала головний саундтрек до цього мультфільму — пісню «До зірок».

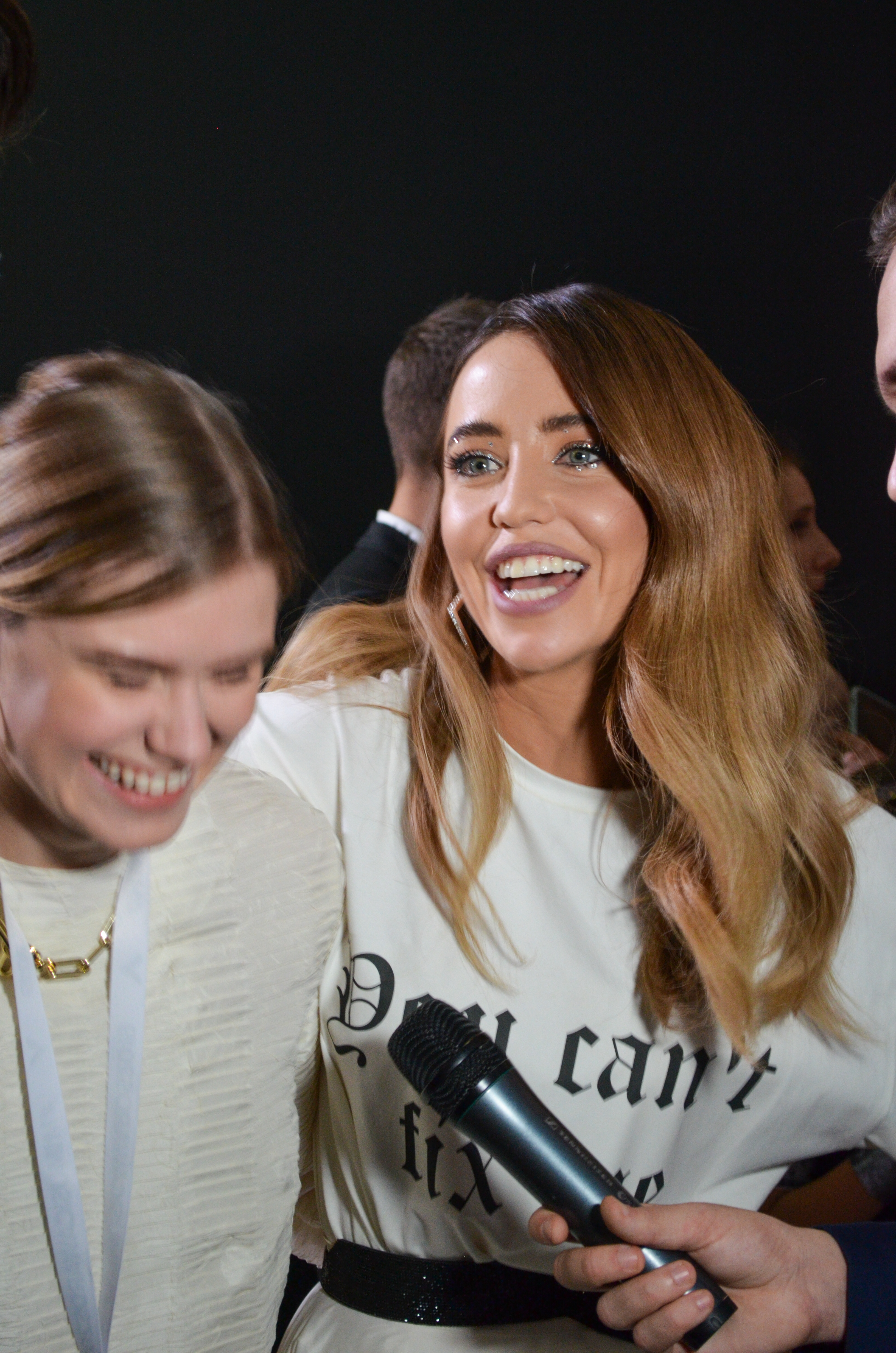
Надія Дорофєєва на червоній доріжці M1 Music Awards 2019

У травні 2018 року в складі «Время и стекло» разом з Мішель Андраде та учасниками гурту «Mozgi» записали спільну пісню українською: «Промінь». Робота стала саундтреком до повнометражної української комедії «Скажене весілля». Станом на листопад 2020 року пісня посідала 22 місце серед найпопулярніших україномовних музичних відео на YouTube. Влітку Дорофєєва дебютувала у великому кіно. У фільмі «Я, ти, він, вона» втілила Олену. Колегами на знімальному майданчику стали лідери студії «Квартал 95» Володимир Зеленський та Євген Кошовий.
У 2019 році відбулася прем'єра першого україномовного синглу гурту — «Дим», який входить до трійки найпопулярніших україномовних музичних відео на YouTube.
5 жовтня 2019 року гурт зібрав аншлаг у київському Палаці cпорту на шоу Vislovo, підготовка концерту тривала рік. 
10 березня 2020 року «Время и Стекло» презентували кліп на пісню «Назавжди/ніколи», після якого Надія та Олексій оголосили про припинення існування гурту та прощальний тур містами України «Фінальні титри». Через пандемію коронавірусу тур був перенесений на жовтень.
24 серпня 2020 року Надія Дорофєєва взяла участь у концерті в рамках святкування Дня незалежності України на Софіївській площі. Сольно вона виконала пісню Kazka «Плакала». Разом з Позитивом виконала трек Бумбокс «Вахтерам». Також з Потапом, Мішель Андраде, Позитивом і MONATIK виконала «Под дождем» (гурту Green Grey) і «Зроби мені хіп-хоп» (гурту ТНМК).
1 жовтня 2020 року, у Міжнародний день музики, була відкрита іменна зірка гурту «Время и Стекло» на «голлівудській алеї слави» у Києві біля торгово-розважального центру Гулівер.
Одразу два останніх концерти гурту «Время и Стекло» відбулися 30 жовтня у київському Палаці «Україна».
Останньою роботою Дорофеєвої у складі гурту стала пісня «Last Dance».

### З 2020: сольна кар'єра
17 листопада 2020 року на YouTube Дорофеєва анонсувала вихід першого відеокліпу на пісню «gorit». Прем'єра відеотвору відбулася 19 листопада 2020 року. Музику й текст пісні написала Дорофєєва спільно з Олексієм Потапенком. Режисеркою стала Таня Муїньо. Презентація відбулася у форматі онлайн-вечірки, на якій були присутні Дмитро Монатик, Віра Брежнєва, Ян Гордієнко, Потап та Ірина Горова. Трек у день прем'єри став номером один в українському iTunes й увійшов відразу в кілька чартів на Apple Music. Так Дорофєєва стала першою з українських артистів, що очолила головний Топ чарт України у 2020 році.
Після виходу кліпу Дорофєєву критикували через те, що частина постановки відбувалася на Алеї героїв Небесної сотні, а реліз кліпу проводився в сьому річницю Євромайдану. Після великої кількості негативних коментарів Дорофєєва видалила відео презентації з Інстаграму. Перед глядачами вибачився її продюсер Потап. Разом з тим скандал навколо пісні отримав новий розвиток. В низці ЗМІ вийшли публікації, у яких співачку звинуватили в плагіаті композиції 2009 року «Mathematics» британської співачки Little Boots, відзначаючи схожість мотиву та приспіву. На початку грудня 2020 року пісня[яка?] увійшла в топ-200 чарту Shazam в Україні на 2 місці.
24 серпня 2021 року Дорофєєва брала участь у святковому концерті з нагоди 30-річчя від Дня Незалежності України на НСК Олімпійський та виконала народну пісню «Ой там на горі» в сучасній обробці. Того ж року вийшов дебютний сольний мініальбом Дорофеєвої «Dofamin», що складається з п'яти пісень: «a tebe…», «gorit», «bam bam», «vecherinka», «zavisimost». Над альбомом працювали Олексій Потапенко та Михайло Бусін. На офіційному каналі співачки в Youtube були опубліковані музичні відео до кожної з пісень у стилі live-виступів.

## Особисте життя
8 липня 2015 року одружилася зі співаком, блогером Володимиром Дантесом, екссолістом гурту «ДіО.фільми» та телеведучим програми «Їжа, я люблю тебе!» (рос. Еда, я люблю тебя!). Познайомилася з ним у 2011 році та зустрічалася понад три роки до шлюбу, довгий час жили разом. На весіллі були зірки, зокрема, Анатолій Анатоліч, Потап, Настя Каменських і Мігель, Катерина Осадча, Ірина Горова, Олег Бондарчук.
З квітня 2017 року Дорофеєва веде Youtube DoDo Vlog. На листопад 2018 року сторінка мала понад 810 тис. підписок. З початком сольної кар'єри співачка перейменувала офіційну сторінку на Dorofeeva та видалила всі минулі відео.
У серпні 2020 року ввійшла до десятки найпопулярніших українських блогерів у TikTok.
13 жовтня 2021 року на офіційній сторінці в Instagram розповіла, що 4 роки тому перенесла операцію з видалення фіброаденоми. 
З 2022 року почала створювати виключно україномовний контент. 18 березня 2022 року розійшлася з Володимиром Дантесом, до осені лишалася в шлюбі. Про своє рішення пара сповістила через Instagram.
У вересні випустила перший українськомовний альбом – “Сенси” з 7 треків.
У грудні випустила пісню “Щоб не було”, створену разом зі своїм партнером Михайлом Кацуріним, що знявся з Надією в кліпі. Трек увійшов до топ-10 найпопулярніших пісень в Україні 2023 року за версією Apple Music

### 2023
У червні 2023 після нетривалих стосунків одружилася з ресторатором та музикантом Михайлом Кацуріним.

### 2024
Презентувала кліп “А я все плакала” зі стрімером Мішею Лебігою на Twitch. Премʼєру дивилися 57 тис. глядачів, що стало найбільшим показником серед українськомовних стрімерів платформи. Було зібрано 6 млн грн, половину суми передали на збір від Azov.One, решту передали на 18 родинам загиблих під час ракетного удару в Чернігові 17 квітня 2024 року.
26 вересня випустила перший повноформатний альбом Heartbeat, де вона вперше була автором всіх пісень альбому. 
Наприкінці року увійшла до підсумкового світового плейлиста Spotify «Best of equal 2024».

## Дискографія

### Дискографія під час сольної кар'єри

#### Альбоми
| Назва     | Деталі                                                                                    |
| --------- | ----------------------------------------------------------------------------------------- |
| Сенси     | - Дата виходу: 16 вересня 2022 - Лейбл: MOZGI Entertainment - Формат: Цифрова дистрибуція |
| Heartbeat | - Дата: 26 вересня 2024 - Лейбл: Pomitni - Формат: Цифрова дистрибуція                    |

#### Мініальбоми
| Назва   | Деталі                                                                             |
| ------- | ---------------------------------------------------------------------------------- |
| Dofamin | - Дата: 19 березня 2021 - Лейбл: MOZGI Entertainment - Формат: Цифрова дистрибуція |

#### Сингли
- 2016 — «Абнимос/Досвидос» (feat. NK)
- 2017 — «Не забирай меня с пати» (feat. Скриптоніт)
- 2018 — «Глубоко…» (feat. Monatik)
- 2020 — «gorit»
- 2021 — «a tebe…»
- 2021 — «Почему»
- 2021 — «Невеста» (feat. Скриптоніт)
- 2022 — «raznotsvetnaya»
- 2022 — «Думи» (feat. Артем Пивоваров)
- 2022 — «різнокольорова»
- 2022 — «крапають»
- 2022 — «у твоїй душі»
- 2022 — «охололо»
- 2022 — «Щоб не було»
- 2022 — «Щедрик» (feat. Lely 45)
- 2023 — «вотсап»
- 2023 — «Кохаю, але не зовсім»
- 2023 — «Ритми» (feat. Макс Барських)
- 2023 — «На самоті»
- 2023 — «Хай пишуть»
- 2024 — «А я все плакала» (feat. Lebiga)
- 2024 — «Хартбіт»
- 2024 — «Нітрогліцерин»
- 2024 — «Колискова 2022»
- 2025 — "Муракамі" (OST “Песики”)

## Музичні відео

### Як головна виконавиця
| Рік  | Назва пісні                  | Режисер(и)          | Альбом                                                        | Посилання на YouTube |
| ---- | ---------------------------- | ------------------- | ------------------------------------------------------------- | -------------------- |
| 2018 | Глубоко (feat. Monatik)      | Таня Муїньо         | LOVE IT ритм (альбом MONATIK) VISLOVO (альбом Время и Стекло) |                      |
| 2020 | gorit                        | Таня Муїньо         | dofamin                                                       |                      |
| 2021 | Почему                       | Леонід Колосовський | dofamin                                                       |                      |
| 2022 | raznotsvetnaya               | Таня Муїньо         | без альбома                                                   |                      |
| 2022 | Думи (feat. Артем Пивоваров) | Леонід Колосовський | без альбома                                                   |                      |

### Участь у відеокліпах
| Рік  | Назва пісні | Виконавець       | Посилання на YouTube |
| ---- | ----------- | ---------------- | -------------------- |
| 2021 | Девочка     | Володимир Дантес |                      |

## Фільмографія

### Дублювання та озвучення українською
| Рік  | Українська назва                     | Оригінальна назва     | Роль     | Акторка оригіналу     | Джерело |
| ---- | ------------------------------------ | --------------------- | -------- | --------------------- | ------- |
| 2016 | Бременські розбишаки                 | Бременские Разбойники | Принцеса | Діна Гаріпова         | [ 82 ]  |
| 2018 | Викрадена принцеса: Руслан і Людмила | -                     | Міла     | Алісон Лей Розенфельд | [ 41 ]  |

### Кіно
| Рік  | Назва            | Роль  | Джерело |
| ---- | ---------------- | ----- | ------- |
| 2018 | Я, ти, він, вона | Олена | [ 83 ]  |

## Телебачення
| Рік         | Назва                     | Роль      | Канал       | Нотатки | Дж.           |
| ----------- | ------------------------- | --------- | ----------- | --- | ------------- |
| 2005        | Шанс                      | Учасниця  | «Інтер»     | Посіла 2 місце |               |
| 2007        | Американський шанс        | Учасниця  | 1+1         | За результатами реаліті-шоу увійшла до складу гурту, проте він так і не розпочав свою діяльність                    |               |
| 2011        | Зірка+Зірка               | Учасниця  | 1+1         | У парі з Олесею Железняк                                                                                            |               |
| 2012        | ШОУМАSТГОУОН              | Учасниця  | Новий канал | | [ 84 ]        |
| 2015        | Маленькі гіганти          | Тренер    | 1+1         | | [ 85 ] [ 86 ] |
| 2016        | Кандидат                  | Камео     | 1+1         | Телесеріал | [ 31 ]        |
| 2017        | Танці з зірками           | Учасниця  | 1+1         | У парі з Євгеном Котом посіли друге місце                                                                           | [ 37 ]        |
| 2017 — 2019 | Голос. Діти               | Тренер    | 1+1         | У складі гурту «Время и Стекло»                                                                                     |               |
| 2018, 2020  | Ліга Сміху                | Член журі | 1+1         | |               |
| 2020        | Маскарад                  | Учасниця  | 1+1         | Герой «Курка». | [ 87 ]        |
| 2021— 2023  | Голос країни              | Тренер    | 1+1         | Перемогу здобув її підопічний Сергій Лазановський.                                                                  | [ 88 ]        |
| 2024        | Україна неймовірних людей | Член журі | ТЕТ         | Перемогу здобув учасник випуску, в якому Надія була суддею                                                          |               |
| 2024        | Пісня мого життя          | Учасниця  | 1+1         | Згадала композицію Кузьми Скрябіна "Люди, як кораблі" та поділившись ексклюзивною історією знайомства з музикантом- |               |

## Благодійність
Дорофєєва підтримує онкохворих дітей з «Охматдиту», дітей у спектрі аутизму з Levchyk Spectrum Hub.
2025 вона започаткувала соціальну ініціативу “Передаю слово”, в рамках якої вона на один день віддає свою сторінку в instagram героям сьогодення. Першим героєм став волонтер Денис Христов, який евакуює українців із зони бойових дій

## Відзнаки
Надія Дорофєєва здобула такі премії, звання та відзнаки:
- 2002 — гран-прі вокального конкурсу «Південний експрес».
- 2002 — чемпіонка Криму із бальних танців.
- 2002 — друга премія на міжнародному конкурсі ім. Богатікова.
- 2003 — лауреатка другої премії «Сонце. Молодість. Краса» (Болгарія).
- 2004 — лауреатка першої премії всеукраїнського конкурсу Чорноморські ігри.
- 2004 — гран-прі всеукраїнського конкурсу «Зірковий дощ».
- 2004 — членкиня журі міжнародного дитячого конкурсу «Наша земля — Україна» в Артеку.
- 2005 — фіналістка телевізійного проєкту Шанс.
- 2005 — перемога в московському конкурсі «Золотий голос».
- 2006 — гран-прі конкурсу Іллі Рєзніка «Маленька країна».
- 2017 — перемога в номінації «співачка року» в конкурсі Cosmopolitan Awards 2017.
- 2018 — перемога в спеціальній номінації «Ты просто cosmo» в російській музичній премії Жара Music Awards.
- 2018 — лауреатка української музичної премії YUNA у номінації «Найкращий відеокліп» за дуетну пісню з Дмитром Монатиком «Глубоко»[7].
- 2021 — музична премія Top Hit Music Awards, перемога у номінації «Відеокліп року (жіночій вокал) YouTube Ukraine» за відеокліп «Gorit».